# Luftlandegeschwader 1
Luftlandegeschwader 1 (slovensko: Zračnopristajalni polk 1; kratica LLG 1) je bil jadralni letalski polk (Geschwader) v sestavi nemške Luftwaffe med drugo svetovno vojno.

## Organizacija
- štab
- I. skupina
- II. skupina
- III. skupina
- IV. skupina

## Vodstvo polka
Poveljniki polka
- Podpolkovnik Gustav Wilke: 22. julij 1940
- Generalmajor Rüdiger von Heyking: 1. november 1941
- Polkovnik Hans Eggersh: 7. december 1942